# 伊勢内宮佐藤氏
伊勢内宮佐藤氏（いせないくうさとううじ）
初代元近が宝永中期、内宮前の今在家町に起家したことに始まる。
先祖は伊勢北畠氏に仕え、北畠氏が織田信長に滅ぼされた時に伊勢の皇大神宮へ逃げ宮司の藤波氏によって庇護された。この時、京都の公家より陰陽師の権利を得てこれを暦として伊勢内宮暦を作った。
元近は多気郡佐那郷仁田村生まれで、佐那の「佐」と藤波氏の「藤」をとり「佐藤」と名乗った。暦師、佐藤伊織 佐藤吉大夫と号した。延享2年（1745年）11月19日没。
二代元吉は、多気郡佐那郷五桂村生まれ、佐波氏より養子に入る。吉大夫と号した。安永5年（1776年）2月20日、83歳で没。
三代元等（）は、不除軒、杞菊園 佐藤幹員（） 吉大夫と号した。寛政年間に俳句に長じ、著書に『杞菊園遺稿』『芭蕉発句集説』（未刊）がある。天明2年（1782年）破損状況にあった林崎文庫を蓬莱尚賢、益谷末寿、守屋昌綱らと共に再興に尽力した。また、寛政10年（1798年）10月、深山に楠の化石を得てそれに松尾芭蕉の秋風吟を刻んだ句碑を常明寺に建立した。一般に秋風塚と呼ばれている。元等の墓石も同じ楠の化石である。寛政12年（1800年）3月10日、77歳で没。
四代元辰は、元等の弟。寛政2年（1790年）3月28日没。
五代克愛（）は、元等の子で佐藤家御師（平師職）の祖である。字 佐藤子文 士斎 吉大夫と号した。天保年間宇治今在家町で漢詩に長じ、茶道に精した。菅茶山、北條霞停、河崎敬軒、山口凹巷、鷹羽龍年など當年の学者と交わった。天保3年（1832年）9月14日、51歳で没。 
六代元美（）は、内人職補任 澤瀉（）刑部の弟で養子に入る。弘化2年（1845年）4月27日没。
七代元正は、多気郡斎宮村大字斎宮生まれ、永嶋源右衛門の長男で養子に入る。明治33年（1900年）3月20日没。
八代保造は、多気郡斎宮村金剛坂生まれで永島家より養子に入る。山田銀行頭取、電気軌道社長や宇治山田町会議員（明治31年（1898年）当選）を勤めるが投機に失敗し没落する。嘉永4年（1851年）10月10日生、大正6年（1917年）2月7日没。
家紋は丸に三つ柏。
累代の墓所は宇治今北山に在る。

## 家系図
初代 元近 - 元吉 - 元等 - 元辰 - 克愛 - 元美 - 元正 - 保造 - 喜郎 - 彰 - 祐